# 김성달

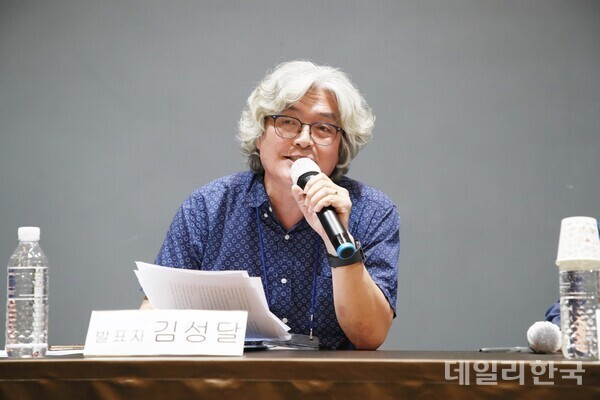

김성달(1964년 ~ )은 대한민국의 소설가이다. 경상북도 영덕에서 태어났다. 소설가 이호철 문하생으로 소설창작 수업에 매진하던 작가는 《한국문학》에 작품을 발표하면서 작가 활동을 시작하여 소설집 《환풍기와 달》《낙타의 시간》《큰 산 너머 별》《이사 간다》 연작소설집《미결인간》 평론집《한국소설을 읽다》 문학이론서《한국 근대작가 연구》 등이 있다. 작가는 국학자료원에서 편집주간으로 재직하였으며 (사)한국소설가협회 상임이사로 역임하기도 했다. 현재 계간 “문학저널” 편집주간으로 활동하고 있다.

## 약력
- 1989년 - 2000년 소설가 이호철 문하생 활동
- 2000년 - 2015년 국학자료원 편집주간
- 2020년 - 2023년 제6회, 제7회, 8회, 9회 세계한글작가대회 집행위원
- 2018년 - 2021년 (사)한국소설가협회 이사 당선, 역임
- 2017년 - 2020년 (사)한국소설가협회 편집국장
- 2021년 - 2022년 (사)한국소설가협회 상임이사
- 2021년 - 2023년 (사)한국소설가협회 편집주간
- 2020년 - 2023년 한국소설가협회 상임이사
- 2022년 - 2023년 한국고용정보원 ‘직업전문가위원회’ 위원
- 2020년 - 2023년 6·15민족문학인 남측협회 집행위원.
- 2019년 -  현재  한국문인협회 서울지회 감사
- 2019년 -  현재  계간 문학저널 편집주간
- 2021년 -  현재  대한출판문화협회 도서판매정보 공유센터 운영위원
- 2023년 -  현재  한국예술인복지재단 예술활동증명 심의위원
- 2020년 -  현재  (사)한국문인협회 이사
- 2024년 -  현재  (사)한국소설가협회 이사

## 저서

### 소설집
- 《환풍기와 달》(새미, 2010) ISBN 9788956285573
- 《낙타의 시간》(도화, 2014) ISBN 9791195252329
- 《큰 산 너머 별》(도화, 2017) ISBN 9791186644393
- 《이사 간다》(도화, 2021) ISBN 9791190526548

### 연작소설집
- 《미결인간》(근간)

### 평론집
- 《한국소설을 읽다》(도화, 2020) ISBN 9791190526227

### 연구서
- 《한국 근대작가 연구》(국학자료원, 2001) ISBN 9788982065415

### e북
- 《낙타의 시간 / 이사 간다 / 누구나 다 안다》(서가의나날, 2024) ISBN 9791198874542

## 수상 경력
- 2022년 제 5회 탄리문학상
- 2020년 제39회 조연현 문학상
- 2020년 제 9회 고양행주문학상
- 2015년 제12회 한국문협작가상
- 2013년 아시아문학상 우수상